# Las Coloradas (México)

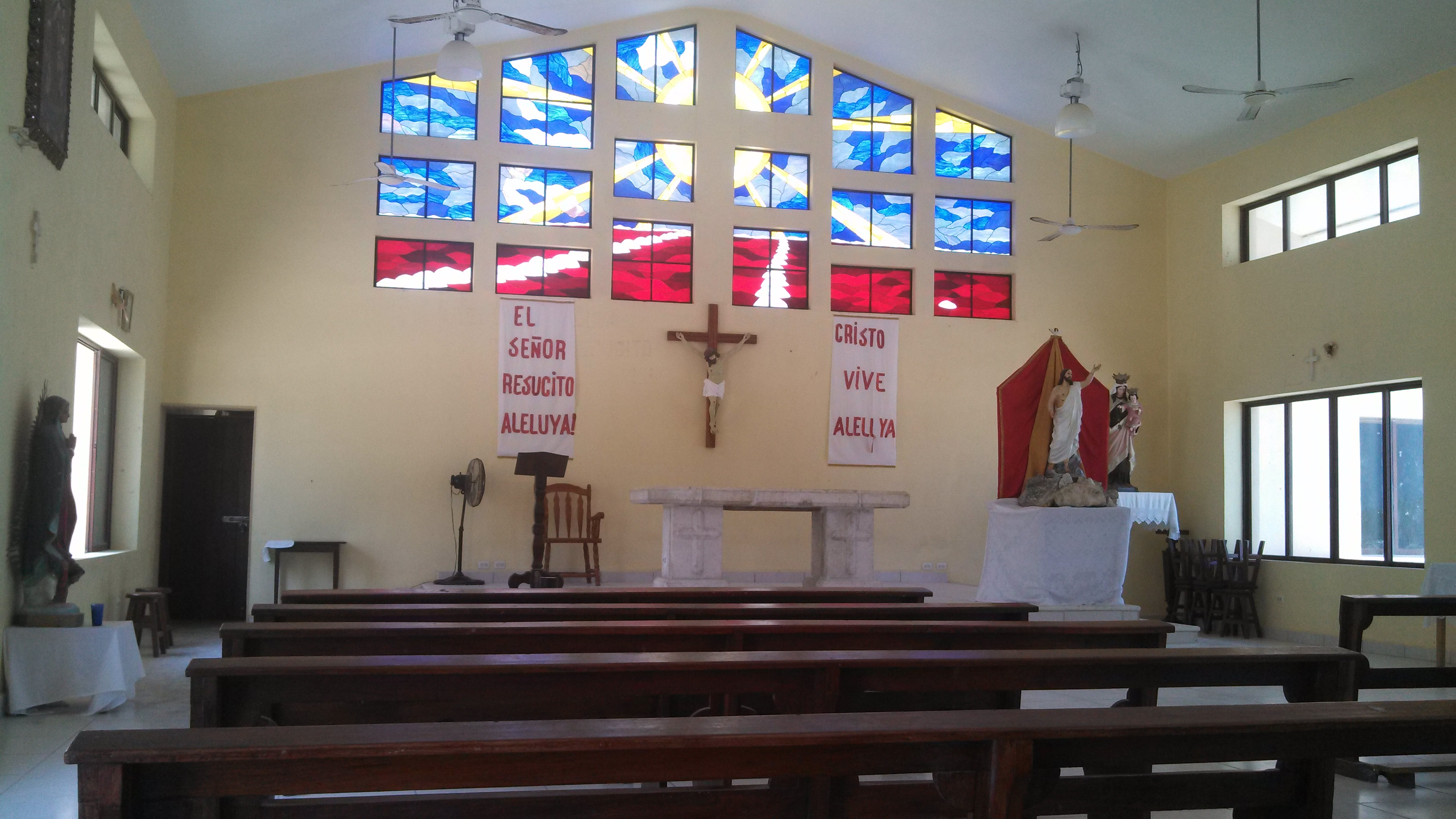

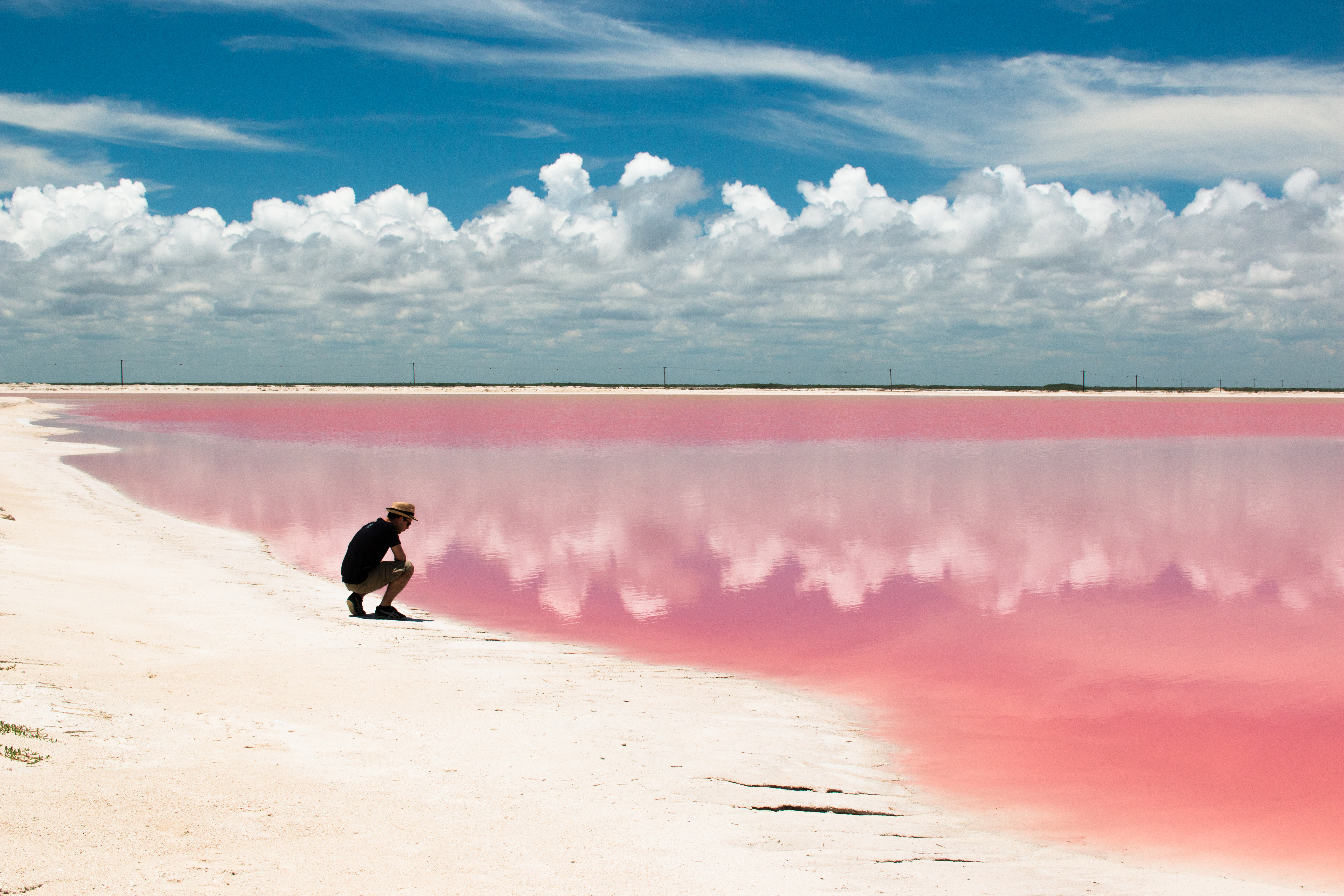
Laguna Rosa en Las Coloradas

Las Coloradas es un puerto ubicado en el litoral norte de la península de Yucatán perteneciente al municipio de Río Lagartos en el estado de Yucatán.  Es parte de un pueblo pesquero, con un poco más de 1600 habitantes. En su mayoría se dedican a la  industria salinera, pues este sitio  es reconocido también por ser un conjunto de pozas que conforman una importante planta procesadora de sal. Asimismo, esta zona corresponde a uno de los sitios más estables económicamente, debido a la exportación de sal.

## Medio geofísico
En esta zona los suelos son de tipo litosol. El clima es semiseco, templado, con escasas lluvias. Hay vegetación propia de las dunas costeras y crecen manglares que conforman un extraordinario ecosistema, sobre todo en la confluencia de las aguas saladas marinas y las del drene laminar del manto freático peninsular, que aflora en la región.
El color de sus aguas se debe a la alta concentración de salinidad, lo que permite la existencia de microorganismos conocidos como halobacterias, que se activan con la luz solar. Sus tonos varían del rosa pálido, al rosa intenso o incluso adquiere tintes rojizos.
Es importante mencionar que no se debe nadar en esta zona, ya que los altos niveles de sal pueden llegar a irritar la piel o en su defecto, el usar bloqueador solar o cremas, pueden contaminar el agua, afectando la producción de sal.

## Turismo
Denominada como la única laguna de color rosa en el país ha cobrado una gran popularidad en cuanto al turismo ecofílico, debido a  la gran biodiversidad que ahí puede encontrarse. Sus playas vírgenes, fauna y flora (aves marinas y abundantes manglares), son los atractivos principales. La concentración de sal y microorganismos hacen que el mar de La Colorada se tiña de un peculiar tono que ha hecho que cientos de turistas viajen hasta este punto para atestiguar tal espectáculo. La cercanía con Río Lagartos, el estero de 80 km de longitud que discurre paralelo al litoral peninsular, hoy declarado Reserva natural de la biosfera, contribuye al reconocimiento del lugar y a incrementar la corriente turística que le beneficia.

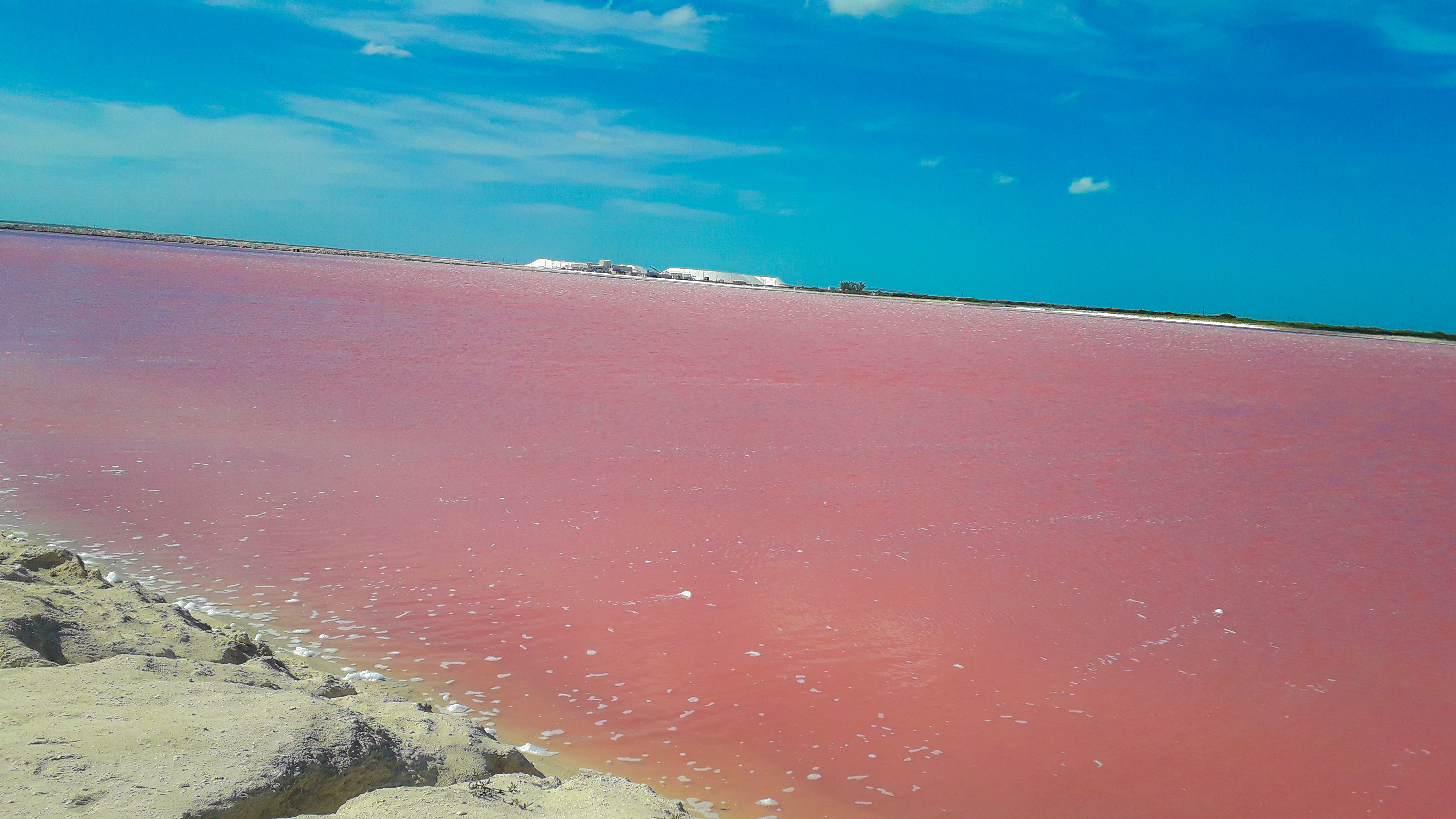
Las Coloradas en el Estado de Yucatán